# 費里帕斯 (佛羅里達州)
費里帕斯（英語：Ferry Pass）是位於美國佛羅里達州艾斯康比亞縣的一個人口普查指定地區。

## 地理
費里帕斯的座標為30°30′45″N 87°12′05″W / 30.51250°N 87.20139°W，而該地最高點為海拔高度40米（即131英尺）。

## 人口
根據2010年美國人口普查的數據，費里帕斯的面積為54.30平方千米，當中陸地面積為36.10平方千米，而水域面積為18.20平方千米。當地共有人口28921人，而人口密度為每平方千米532人。